# Erebia momos
Erebia momos är en fjärilsart som beskrevs av Hans Fruhstorfer 1910. Erebia momos ingår i släktet Erebia och familjen praktfjärilar. Inga underarter finns listade i Catalogue of Life.